# Giuseppe Scurto
Giuseppe Scurto, né le 5 janvier 1984 à Alcamo, est un footballeur italien évoluant au poste de défenseur devenu entraîneur.

## Biographie

### Carrière de joueur

#### En club
Formé à l'AS Rome, Giuseppe Scurto fait ses débuts professionnels sous les ordres de Luigi Delneri le 7 novembre 2004 à l'occasion de la 10e journée de Serie A face à l'AC Milan en remplaçant Luigi Sartor à la 80e minute du match.
À l'issue de ce premier exercice, il signe au Chievo Vérone où il restera deux saisons. Le 8 février 2006, il y inscrit son premier but professionnel à l'occasion de la 24e journée de Serie A lors du match nul 1-1 face à la Sampdoria.
Il évolue par la suite sous les couleurs du FC Trévise et de l'US Triestina. Giuseppe Scurto se retrouve libre après avoir rompu son contrat avec Triestina le 12 juin 2011.
Après avoir passé un an sans club, il signe le 9 juillet 2012 à la Juve Stabia en Serie B.

#### En sélection
Giuseppe Scurto participe à l'Euro espoirs 2006 avec la sélection espoirs italienne qui est défaite dès le premier tour.

## Statistiques
| Saison                | Club                  | Championnat           | Championnat | Championnat | Coupe(s) nationale(s) | Coupe(s) nationale(s) | Compétition(s) continentale(s) | Compétition(s) continentale(s) | Compétition(s) continentale(s) | Total | Total |
| Saison                | Club                  | Division              | M.          | B.          | M.                    | B.                    | Comp.                          | M.                             | B.                             | M.    | B.    |
| 2004 – 2005           | AS Rome               | Serie A               | 9           | 0           | 5                     | 0                     | C1                             | 2                              | 0                              | 16    | 0     |
| 2005 – 2006           | Chievo Vérone         | Serie A               | 18          | 1           | 0                     | 0                     | -                              | -                              | -                              | 18    | 1     |
| 2006 – 2007           | Chievo Vérone         | Serie A               | 5           | 0           | 1                     | 0                     | C1+C3                          | 1+1                            | 0                              | 8     | 0     |
| 2007 – 2008           | Trévise               | Serie B               | 34          | 0           | 0                     | 0                     | -                              | -                              | -                              | 34    | 0     |
| 2008 – 2009           | Trévise               | Serie B               | 34          | 1           | 0                     | 0                     | -                              | -                              | -                              | 34    | 1     |
| 2009 – 2010           | Triestina             | Serie B               | 31          | 1           | 3                     | 0                     | -                              | -                              | -                              | 34    | 1     |
| 2010 – 2011           | Triestina             | Serie B               | 10          | 0           | 1                     | 0                     | -                              | -                              | -                              | 11    | 0     |
| 2012 – 2013           | Juve Stabia           | Serie B               | 0           | 0           | 0                     | 0                     | -                              | -                              | -                              | 0     | 0     |
| Total sur la carrière | Total sur la carrière | Total sur la carrière | 141         | 3           | 10                    | 0                     | -                              | 4                              | 0                              | 155   | 3     |